# Sid Meier’s Civilization
Civilization ist eine Reihe von Globalstrategie-Computerspielen des Entwicklers Sid Meier und seiner Unternehmen MicroProse und Firaxis Games. Von den einzelnen Versionen des Spiels wurden zusammen weltweit über 33 Millionen Exemplare verkauft. Civilization gilt damit als eine der erfolgreichsten Spieleserien.
Der erste Teil erschien 1991. 1996 veröffentlichte MicroProse den Nachfolger Civilization II, ein weiterer Teil entstand 2001 mit Civilization III bei Sid Meiers neuem Unternehmen Firaxis Games. Als Herausgeber war Infogrames bis zu seiner Auflösung 2003 zuständig. Von 2003 bis 2005 lagen die Rechte an der Serie bei Atari SA, seitdem bei 2K Games. Civilization IV erschien 2005, 2010 wurde Civilization V vorgestellt. Im Oktober 2014 erschien Civilization: Beyond Earth und am 11. Februar 2025 Civilization VII als bislang letzter Ableger der Serie.
Neben den direkten Nachfolgern hat Civilization viele weitere Spiele stark beeinflusst, etwa den ebenfalls von Sid Meier entwickelten Science-Fiction-Ableger Sid Meier’s Alpha Centauri, die von MicroProse veröffentlichte Civ2-Variante Civilization – Test of Time sowie den Ableger Sid Meier’s Colonization über die Kolonisierung Amerikas. 1999 erschien bei Activision, das die Namensrechte von MicroProse erworben hatte, Civilization: Call to Power. Der Nachfolger Call to Power II wurde von Activision ein Jahr später ohne die entsprechende Lizenz und somit ohne den Zusatz Civilization veröffentlicht.

## Spiele

### Übersicht
| Jahr | Titel                     | Entwickler    |
| ---- | ------------------------- | ------------- |
| 1991 | Civilization              | MicroProse    |
| 1996 | Civilization II           | MicroProse    |
| 2001 | Civilization III          | Firaxis Games |
| 2005 | Civilization IV           | Firaxis Games |
| 2008 | Civilization Revolution   | Firaxis Games |
| 2010 | Civilization V            | Firaxis Games |
| 2014 | Civilization Beyond Earth | Firaxis Games |
| 2016 | Civilization VI           | Firaxis Games |
| 2025 | Civilization VII          | Firaxis Games |

### Civilization

Civilization-Logo

Civilization ist ein 1991 von MicroProse unter Leitung des in der Branche als legendär geltenden Sid Meier entwickeltes Globalstrategiespiel und ist eines der bisher bekanntesten und erfolgreichsten Spiele. Der Spieler hat die Aufgabe, ein Volk aus der Jungsteinzeit durch die Geschichte der Menschheit bis zur Gegenwart und Besiedlung eines neuen Planeten zu führen. Civilization gilt als wichtigstes Spiel im Globalstrategie-Genre.
Der Spieler kontrolliert sein Volk von einem Weltkarten-Hauptbildschirm aus, von dem er Zugriff auf diverse Menüs hat. Hier kann er wissenschaftliche Forschungen betreiben, Städte ausbauen, Diplomatie mit anderen Völkern betreiben und viele andere Einflussmaßnahmen ausüben. Ziel ist, das eigene Imperium größer, mächtiger, fortschrittlicher und reicher zu machen als die Konkurrenz.
Viele Spielmechanismen, etwa die Darstellung der als Spielfeld dienenden Landkarte und das Bewegungssystem der Einheiten, übernahm Civilization in nahezu identischer Form von dem älteren Spiel Empire, das deshalb als direktes Vorbild anzusehen ist. Eine weitere Inspirationsquelle ist trotz großer spielerischer Differenzen vermutlich das gleichnamige Brettspiel. Mit dessen Herstellern gab es einen Rechtsstreit über die Namensgleichheit, der jedoch ohne Folgen blieb, da MicroProse die Namensrechte letztlich einfach kaufte.
Revolutionär war Civilization, weil es gegenüber dem Taktikspiel Empire um ein Wirtschaftssystem sowie zivilisatorischen und technologischen Fortschritt erweitert wurde. Der Fortschritt ermöglichte es dem Spieler, quantitatives Wachstum (eine höhere Zahl von Einheiten) durch qualitatives Wachstum (eine gleich bleibende Zahl von besseren Einheiten) zu ersetzen, so dass die Komplexität von Civilization einen zügigeren Spielfluss gewährleistete. Darüber hinaus setzte Civilization strategische Spielziele, die die Anzahl erfolgversprechender Spielstrategien vervielfachten.
Civilization erschien 1991 erstmals für MS-DOS, 1992 folgten Versionen für Commodore Amiga 500/600 und Atari ST, 1993 für Apple Macintosh und Windows 3.x und 1994 für Amiga 1200/4000 und Nintendos Super-NES. 1995 erschien zusätzlich eine Mehrspielervariante namens Civnet.

### Civilization II
1996 erschien der Nachfolger des ersten Teils, Sid Meier’s Civilization II. Entwickelt wurde dieser von Brian Reynolds, der bereits zuvor maßgeblich an Colonization mitgewirkt hatte, sowie Douglas Caspian-Kaufman und Jeffery L. Briggs. Von Sid Meier stammt dagegen nur die Originalidee, an der Entwicklung des Nachfolgers war er jedoch nicht weiter beteiligt.
Wichtigste Neuerungen waren neben einer zeitgemäßeren Präsentation – verbesserte Grafik, mehr Musik, Videos – und einer stark verbesserten Bedienoberfläche diverse Detailänderungen am Spielprinzip. Diese umfassten etwa einen Ausbau des Kampfsystems um Trefferpunkte und Feuerstärke der Einheiten, erweiterte Diplomatie-Optionen, viele neue Einheiten, Technologien und Gebäude sowie kleinere Änderungen in fast allen anderen Bereichen. Civ 2 ist der einzige Teil der Reihe, in dem Schauspieler die Berater für die Bereiche Militär, Wissenschaft, Handel, Außenbeziehungen und soziales Wohlbefinden mimen und dem Spieler in spielzeitgemäßer Kleidung teilweise recht amüsant präsentierte Tipps geben.
Aufgrund dieser Anpassungen, ohne das klassische Spielprinzip zu beschädigen, gilt Civilization 2 bis heute bei vielen Fans der Serie als deren bester Teil. Unter erfahrenen Spielern wird jedoch eine Schwäche im Wirtschaftssystem kritisiert, deren schematische Ausnutzung einen leichten Sieg sogar auf der höchsten Schwierigkeitsstufe ermöglicht. Eine Produktionskonzentration auf Karawanen ermöglicht dabei eine Aushebelung der normalerweise zu wahrenden Balance zwischen Geldeinkommen, Forschung, Gebäudebau und Zufriedenheit, sodass der Spieler alle Bereiche zugleich in die Höhe treiben kann. Als problematisch erwies sich auch das Regierungssystem Fundamentalismus, in dem es überhaupt keine unzufriedenen Bürger gibt und das dadurch eine rein militärische Lösung begünstigt.
Die erste Erweiterung Conflicts in Civilization fügte eine Vielzahl historischer Szenarios der Originalentwickler sowie eine Szenario-Skriptsprache hinzu.
Einen riesigen Fortschritt bedeutete die zweite Erweiterung Fantastic Worlds, die es erstmals ermöglichte, das komplette Spiel umzubauen, bis hin zu Einheiten, Fortschritten und ganzen Spielmechaniken. So wurden sogar Weltraum- und Fantasyszenarios möglich, die sich bis heute großer Beliebtheit erfreuen.
Außerdem erschien für das Originalspiel eine Mehrspielererweiterung, als Ersatz für das nicht eingehaltene Versprechen, Civilization II von Beginn an mit einem Mehrspielermodus auszustatten.
Als letzte Variante erschien noch eine runderneuerte Version namens Test of Time (in Anspielung auf den Untertitel des ersten Teils) mit technischen Erweiterungen der Skriptmöglichkeiten zur Szenarioerstellung und Spielen auf mehreren Ebenen.
Danach gab es Civilization II noch in Form von diversen Bundle-Paketen (Gold Edition einschließlich Mehrspielermodus und den beiden Erweiterungen Conflicts in Civilization und Fantastic Worlds) Ultimate Edition (Civilization II und die Erweiterungen Conflicts in Civilization Scenarios, Fantastic Worlds), Collector’s Edition.

### Civilization III
Civilization III erschien 2001 bei Firaxis Games. Wie beim Vorgänger fungierte Sid Meier nur als Namenspatron und einflussreicher Berater. Chefentwickler war diesmal Jeff Briggs, der zuvor bereits bei Civilization II kreativ mitgewirkt hatte, sowie Soren Johnson, der im vierten Teil der Reihe die Regie übernahm. Gegenüber dem direkten Vorgänger Civilization II gibt es eine Vielzahl von Neuerungen und Veränderungen. Neben dem obligatorischen Grafik- und Technikupdate wurde diesmal einiges an den grundlegenden Spielmechanismen geändert.
Ein neues Konzept sind Ländergrenzen, die starken Einfluss auf das Spielgeschehen nehmen und sich nach der kulturellen Entwicklung der Städte richten, was dieser eine zusätzliche Bedeutung gibt. Dazu kommt ein erweitertes Wirtschaftssystem mit sogenannten strategischen Ressourcen, die nur selten zu finden sind und als Grundlage für den Bau starker Einheiten und wichtiger Stadterweiterungen unentbehrlich sind; Expansion und/oder Handel werden so deutlich wichtiger. Auch die militärische Option wurde durch ein erweitertes Erfahrungssystem und ein Armeekonzept ausgebaut. Spione und Diplomaten, deren geschickter Einsatz in Civilization II das Spielgeschehen wesentlich beeinflussen konnte, sind ebenso wie Handelskarawanen zwischen einzelnen Städten keine einzeln erschaffbaren Einheiten mehr. Handel ist nun eine Angelegenheit zwischen den einzelnen Zivilisationen und von deren jeweiligen Ressourcen abhängig, Diplomatie und Spionage werden über separate Screens durchgeführt, einzelne Maßnahmen setzen beispielsweise den Bau einer Botschaft in der Hauptstadt einer fremden Zivilisation voraus.
Militärische Einheiten werden nicht mehr von ihren Städten unterhalten, sondern aus der Staatskasse bezahlt. Erfolgreiche Einheiten können einen Kommandanten hervorbringen, der eine ganze Armee, nämlich bis zu drei Einheiten gleichzeitig, führen kann. Der Einsatz eines Kommandanten ist auch die einzige Möglichkeit, um den Bau eines Weltwunders zu beschleunigen. Städte können nun ohne Vorwarnung und unter Verlust der in ihnen stationierten Einheiten von sich aus zu einer anderen Zivilisation überlaufen. Dies ist besonders bei Kriegen und wiederum bei kultureller Überlegenheit des Gegners häufig der Fall, wodurch eine militärische Auseinandersetzung erheblich erschwert wird.
Zu Civilization III erschienen zwei Erweiterungen. Die 2002 veröffentlichte Erweiterung Play the World (PTW) umfasst die in der Originalversion fehlende Mehrspieler-Funktionalität, neue Spielmodi wie beispielsweise Königsmord und eine Capture-the-Flag-Variante sowie neue Völker, Weltwunder, Bauoptionen und diplomatische Erweiterungen. Kritiker und Spieler waren von der Erweiterung jedoch überwiegend enttäuscht, da das Kernstück der Erweiterung – die Mehrspielerfunktion – zahlreiche Programmfehler aufwies, welche erst durch nachfolgende Patches teilweise behoben wurden.
Die 2003 erschienene Erweiterung Conquests (C3C) ergänzt das Spiel um zwei neue Zivilisationseigenschaften, weitere Völker, neue Terrains, Einheiten, Weltwunder, Tourismus und weitere Inhalte, sowie vor allem um neun Szenarien, die das Nachspielen einzelner Zeitabschnitte der Geschichte ermöglichen und jeweils über eigene Einheiten, Technologiebäume, Spielregeln etc. verfügen. Conquests enthält ferner alle Kerninhalte der ersten Erweiterung.
In den folgenden Jahren wurden zudem mehrere Bundles veröffentlicht, darunter Civilization III Gold (Grundspiel mit erster Erweiterung) und Civilization III Complete (englischsprachige Version) bzw. Civilization III Deluxe (deutschsprachige Version), die jeweils das Basisspiel und beide Erweiterungen enthalten.
„Civ 3“ war bei Kritikern und Käufern ein großer Erfolg, ein Teil der klassischen Fangemeinde verübelte den Entwicklern dennoch einige Zugeständnisse an Gelegenheitsspieler, Ungereimtheiten im Spielablauf (unter anderem die unberechenbaren Computerspieler) und vor allem die Nichtübernahme vieler Neuerungen aus dem innovativen Sid Meier’s Alpha Centauri (echtes Terraforming, flexibleres politisches System, Ökologie usw.). Aufgrund des Erfolges von Civilization III wurde aus dem Computerspiel von Glenn Drover ein Civilization-Brettspiel entwickelt, das 2002 erschien.

### Sid Meier’s Civilization IV
Auch der vierte Teil wurde unter der Regie Sid Meiers für sein Unternehmen „Firaxis“ entwickelt und bietet die schon für Civilization III angekündigte, aber dann doch verworfene 3D-Grafik. Von den Entwicklern wurden einige tiefgreifende Änderungen vorgenommen, beispielsweise der Verzicht auf „unpopuläre“ Spielfeatures und Erweiterungen des Spielkonzeptes. Zu den tiefgreifenden Änderungen zählen die Einführung von Rollenspielelementen bei der Einheitenbeförderung, eines modularen Regierungssystems (ähnlich dem Social Engineering in Alpha Centauri), großer Persönlichkeiten, die vor allem bei der Erforschung neuer Technologien zum Einsatz kommen und als tiefgreifendste Neuerung das Religionssystem: Der Spieler kann für seine Nation eine von sieben im Spiel enthaltenen Religionen auswählen. Dies fügt dem Diplomatieteil des Spiels eine weitere Komponente hinzu, da Nationen mit anderen Religionen dem Spieler alleine aus diesem Grund misstrauisch gegenüberstehen.
Civilization IV für Windows-PCs wurde für den 4. November 2005 in Deutschland angekündigt, jedoch schon vorzeitig am 25. Oktober vom Publisher Take 2 veröffentlicht. Nach Ansicht vieler Anwender ist die Übersetzung nicht sehr gelungen, es gibt jedoch mittlerweile eine alternative deutsche Community-Übersetzung, die in Zusammenarbeit mit den Entwicklern erstellt wurde. Als grafische Modifikation ist das auf Satellitenaufnahmen basierende Blue-Marble-Terrain verfügbar, das eine naturgetreuere Terraindarstellung bietet. Andere Spieländerungen wie beispielsweise die Artillerie, die statt im Fernkampf infanterieähnlich eingesetzt wird, sorgten für Kontroversen.
Eine herausragende Eigenschaft ist die komplette Modifizierbarkeit von Civilization IV. Alle wichtigen Parameter sind in XML-Dateien abgelegt, die verändert werden können. Möglich sind somit eigene Programmroutinen und Erweiterungen als Python-Skripte. Wenige Monate nach der Veröffentlichung stellte Firaxis zusätzlich ein komplettes Software Development Kit zur Verfügung, welches Änderungen und Eingriffe in die KI zulässt, daher sind bereits zahlreiche Fan-Mods erschienen.
Für den Titelsong Baba Yetu erhielt Komponist Christopher Tin 2011 den Grammy in der Kategorie Best Instrumental Arrangement Accompanying Vocalist(s). Es erklingt im Hauptmenü und ist praktisch das musikalische Thema des Spiels. Das Lied ist auf Swahili geschrieben und gibt das Vaterunser wieder.
Im Spiel findet sich eine Anspielung an das frühere Sid Meier’s Alpha Centauri, da für den Einzelspielermodus eine Karte verfügbar ist, die eine 1:1 Kopie der Planetenkarte aus Alpha Centauri darstellt. Darüber hinaus spielen hier 7 Nationen (vgl., dass in Alpha Centauri 7 Gruppierungen gegeneinander spielen).

#### Erweiterungen zuCivilization IV

##### Warlords
Am 31. Juli 2006 ist die erste offizielle Erweiterung mit dem Titel Warlords in Deutschland erschienen. Es bietet neben einigen neuen Staatsoberhäuptern, Zivilisationen, Weltwundern, zivilisationsspezifischen Gebäuden und Szenarien ein Vasallensystem. Das Vasallensystem erlaubt es, dass Nationen sich in die Abhängigkeit einer anderen Nation begeben können. Der daraus entstehende Vasallenstaat verliert weitgehend seine außenpolitische Handlungsvollmacht, er übernimmt von seinem Hegemon automatisch dessen diplomatische Verträge mit anderen Nationen. Eine Kriegserklärung an einen Vasallen führt zwangsläufig ebenfalls zum Krieg mit dessen Hegemon. Wirtschaftlich bleiben Vasallenstaaten allerdings weitgehend unabhängig.
Für die Sprachausgabe liehen unter anderem Leonard Nimoy und Thomas Fritsch ihre Stimmen. Zu hören sind sie jeweils dann, wenn eine neue Technologie entdeckt oder ein neues Standardspiel gestartet wird.

##### Beyond the Sword
Die zweite Erweiterung Beyond the Sword ist am 27. Juli 2007 in Deutschland erschienen. Wie der Name schon andeutet, befasst sich diese im Gegensatz zu Warlords zum einen mit Krieg in späteren Zeitaltern und zum anderen mit Aspekten außerhalb der Kriegsführung. Für die vermehrte Kriegsführung in späteren Zeitaltern stehen jetzt viele neue Einheiten zur Verfügung. Für die Aspekte außerhalb der Kriegsführung gibt es jetzt beispielsweise die Möglichkeit, große Kapitalgesellschaften zu gründen. Diese bringen diverse Vorteile wie beispielsweise die Herstellung von Rohstoffen, die nicht im eigenen Siedlungsgebiet vorhanden sind. Dafür fällt ein gewisser Unterhalt an. Außerdem wurde das Spionage-System stark ausgebaut sowie neue Möglichkeiten in das Vasallensystem integriert. Daneben sind, wie üblich, neue Zivilisationen und Anführer, militärische Einheiten, Wunder und einige Szenarien und zahlreiche, mitunter sehr spezielle, Mods enthalten, wie z. B. das im Weltraum angesiedelte Final Frontier oder das an die X-COM-Reihe erinnernde Afterworld.

##### Colonization
Im Herbst 2008 ist als Ableger Colonization erschienen, das alleine lauffähig ist, und eine Weiterentwicklung des PC-Spiels Colonization aus dem Jahr 1994 darstellt. Mehrspieler-Optionen sowie Werkzeuge für das Modding sind bei dieser Erweiterung ebenfalls mit enthalten.
Das Grundspiel muss sich die Kritik gefallen lassen, dass das Errichten eines umfangreichen Reichs mit vielen Städten von der Spielmechanik bestraft wird. Erst die sehr umfangreiche Modifikation TAC – The Authentic Colonization stellte das beim „Ur“-Colonization geliebte Spielgefühl wieder her.

### Civilization Revolution
Civilization Revolution wurde speziell und ausschließlich für Konsolen entwickelt. So wurden Spielumfang und Geschwindigkeit für Konsolen optimiert. Ein komplettes Spiel kann in zwei bis drei Stunden gewonnen werden. Um den Einstieg einfacher zu gestalten, wurde der Spielumfang im Vergleich zu den bisherigen Spielen der Serie verkleinert. So gibt es zum Beispiel keine Religion mehr, die bisher Einfluss auf Produktion oder Diplomatie hatte. Das Spiel wird konsolentypisch mit dem Gamepad gesteuert. Spione, Siedler und Barbaren sind Schlüsselfiguren im Spiel. Es stehen 16 Zivilisationen zur Verfügung.
Versionen von Civilization Revolution wurden auch für das Apple iPhone, das Apple iPad sowie Windows Phone 7 veröffentlicht.

### Civilization V
Civilization V erschien in Deutschland am 24. September 2010. Für alle PC-Versionen gibt es Zusatzmaterial über Steam. Außerdem ist eine Digital-Deluxe-Edition angekündigt, die exklusiv über Steam vertrieben wird. Zudem erschien eine Special-Edition-Box mit einem Artbook, dem Soundtrack zum Spiel auf CD und Zinnminiaturen, welche Einheiten aus dem Spiel darstellen. Wie bereits der Vorgänger ist Civilization V komplett modifizierbar. Es enthält folgende Neuerungen und Veränderungen:
- Benutzung eines Hexrasters statt eines quadratischen Rasters, dabei können nur noch je eine zivile und eine militärische Einheit gleichzeitig auf dasselbe Feld gezogen werden.[16]
- Überarbeitetes Kampfsystem: u. a. können Fernkämpfer nun über zwei bis drei Felder hinweg angreifen. Die Einheiten haben dabei unterschiedliche Reichweiten.[17]
- Es gibt nur ein Staatsoberhaupt pro Nation, von denen es in der normalen Verkaufsversion 18 gibt. Jedes Staatsoberhaupt hat einen speziellen Bonus sowie zwei besondere Einheiten oder Gebäude.[18]
- Ein aufgewertetes Diplomatiesystem mit animierten Staatsoberhäuptern im Vollbildformat, die eine mit ihrem Land zusammenhängende Sprache sprechen. Zugunsten besserer Diplomatie wurden folgende Spielkonzepte für die normale Verkaufsversion entfernt:
  - Religion (mit Erweiterung Gods & Kings wieder enthalten)
  - Spionage (mit Erweiterung Gods & Kings wieder enthalten)
  - Technologiehandel (stattdessen Forschungsabkommen)
- Unabhängige Stadtstaaten zur Erweiterung der Diplomatie
- Einführung von Naturwundern wie dem Felsen von Gibraltar, dem Great Barrier Reef oder dem Old Faithful
- Wiedereinführung der Berater
- Community-Hub; Möglichkeit, im Steam-Workshop benutzererstellte Inhalte zu tauschen
- Die Straßen- und Eisenbahnnetze kosten Unterhalt und bringen keine zusätzlichen Handelserträge mehr. Allerdings bekommt der Spieler einen Gold- bzw. Produktionsbonus für jede Stadt die per Straße oder Eisenbahnstrecke mit der Hauptstadt verbunden ist.
- Die Ausdehnung der Grenzen muss nun nicht mehr nur durch Kulturpunkte erfolgen, sondern Geländefelder können dazugekauft werden.
- Das Stadtmanagement wurde überarbeitet. Viele Gebäude entfalten ihre Wirkung jetzt auf die ganze Zivilisation, andere nur auf die jeweilige Stadt.[19]
- Überarbeitete Politik: Es gibt 10 verschiedene Sozialpolitiken mit jeweils fünf freischaltbaren Boni. Der Erwerb von Sozialpolitiken kostet Kulturpunkte.[20]
- Überarbeitete Technologien: Es gibt insgesamt 74 Technologien zu erforschen, von der Antike bis zur Zukunft.[21]

Nach diversen kleineren Erweiterungen, die nur als DLC verfügbar waren und lediglich einzelne spielbare Zivilisationen, Szenarien oder vorgefertigte Karten enthielten, wurde die erste größere Erweiterung Gods and Kings veröffentlicht. Am 12. Juli 2013 erfolgte die Veröffentlichung des zweiten Zusatzpakets Brave New World.

### Civilization: Beyond Earth
Am 24. Oktober 2014 wurde das Spiel von 2K Games veröffentlicht. Es führt die Civilization-Reihe auf einem Planeten jenseits der Erde fort. Zentraler Punkt ist die Besiedelung eines fremden Planeten, auf dem auch andere Lebensformen siedeln, und stellt somit eine Kombination aus der Civilization-Reihe und Alpha Centauri dar.
Am 8. Oktober 2015 erschien eine Erweiterung namens Sid Meier’s Civilization: Beyond Earth – Rising Tide.

### Civilization VI
Am 21. Oktober 2016 erschien Civilization VI für Windows, macOS, Linux, Nintendo Switch, Xbox One, PlayStation 4, Android und iOS. Der sechste Teil der Reihe beinhaltet unter anderem eine überarbeitete Grafik, ein neues Stadtentwicklungssystem und zahlreiche Detailverbesserungen.

### Civilization VII
Am 7. Juni 2024 wurde das Erscheinen von Civilization VII im Jahr 2025 angekündigt. Bei der Opening Night Live der Gamescom 2024 am 20. August 2024 wurde der 11. Februar 2025 als Veröffentlichungsdatum bekanntgegeben.

## Allgemeine charakteristische Spielmechanismen
Die folgenden Elemente sind charakteristisch für Civilization. Sie wurden im Laufe der Zeit kaum verändert.

### Weltkarte
Gespielt wird auf einer Karte, die eine fiktive oder nachgebildete Welt zeigt. Hierbei kann es sich um eine vorgefertigte Karte (beispielsweise eine Karte der Erde) oder eine zufällig vom Computer generierte Landschaft handeln, was Civilization einen hohen Wiederspielwert verleiht. Dementsprechend gibt es unterschiedliche Land- und Seefelder, Ebenen, Hügel, Wälder, Wüsten etc. Die meisten Karten sind an den seitlichen Rändern miteinander verbunden, entsprechen also einem Zylindermantel, um das Umrunden der Welt zu ermöglichen. Civilization verwendete dabei zunächst immer ein rechtwinkliges Raster. Das Hexraster, das viele andere rundenbasierte Strategiespiele aufgrund der gleichmäßigeren Distanzen verwenden, wurde in Civilization V eingeführt.

### Einheiten
Die Einheiten entsprechen Spielsteinen. Bis auf eine begrenzte Zahl von Starteinheiten erstellen alle Spieler während des Spiels ihre Einheiten in ihren Städten. Es gibt einige zivile (u. a. Bautrupp) und viele militärische Einheiten (je nach Zeitalter Krieger mit Holzkeulen bis Kampfpanzer). Die effiziente Organisation der Einheitenherstellung ist ein wesentlicher Aspekt im Spielverlauf.

#### Bewegung
Auf der in Quadrate (Hexagone ab Civilization V) aufgeteilten Karte bewegen die Spieler ihre Einheiten. Im klassischen rundenbasierten Spiel bewegt immer nur ein Spieler gleichzeitig seine Einheiten. Jede Einheit verfügt über eine bestimmte Zahl von Bewegungspunkten – so darf sich Infanterie meist nur ein Feld pro Runde bewegen, berittene und motorisierte Einheiten hingegen meist zwei oder drei Felder. Geländeverbesserungen wie Straßen und Eisenbahnlinien ermöglichen zusätzliche Bewegungspunkte, und es gibt Geländearten (zum Beispiel Hügel), die mehr als einen Bewegungspunkt kosten oder überhaupt nicht bzw. nur von bestimmten Einheiten betreten werden können. Die Runde ist für einen Spieler dann vorbei, wenn keine seiner Einheiten mehr Bewegungspunkte besitzt oder er die Runde manuell beendet – dann wird die Kontrolle an den nächsten Spieler weitergegeben.

#### Kampf
Wenn eine Einheit angreifen darf (Angriffsstärke > 0), so kann sie kämpfen, indem sie ein Feld betritt, das von Einheiten eines anderen Spielers besetzt ist (sofern nicht schon Krieg herrscht, wird dies nach Bestätigung einen Krieg auslösen). Bei diesem Vorgang wird dann beispielsweise anhand der Angriffsstärke des Angreifers, der Verteidigungsstärke der angegriffenen Einheit, diverser Terrainverteidigungsboni durch Berechnung von Zufallszahlen ein Kampf stattfinden, welcher die Lebenspunkte mindestens eines, ab Civilization II auch häufig beider Beteiligten reduziert. Ein Kampf endet entweder mit der Vernichtung der unterlegenen Einheit oder mit dem Rückzug des geschwächten Angreifers (ab Civilization III). Ab Civilization V können Fernkampfeinheiten angreifen, ohne sich auf das vom Gegner besetzte Feld zu bewegen; sie können hierbei keinen Schaden nehmen. Verwundete oder beschädigte Einheiten können sich regenerieren, indem sie eine oder mehrere Runden aussetzen.

### Städte
Die spezielle Siedler-Einheit darf als einzige neue Städte gründen. In Städten leben Bürger, die das umliegende Land nutzen können, um Grundressourcen zu gewinnen. Je nach Art des Terrains werden unterschiedliche Arten von Ressourcen erwirtschaftet (Nahrung, Produktion, Handel, Forschung, Kultur und Glauben). Nahrung ist notwendig, um eine Stadt zu ernähren, und erhöht bei einem Nahrungsüberschuss die Zuwachsrate der Bevölkerung. Produktion beeinflusst die Geschwindigkeit, mit der neue Einheiten oder Gebäude fertiggestellt werden. Handel bringt Geld ein, erhöht den Wohlstand und erhöhte bis Civilization IV auch die Forschung. Forschung ist notwendig, um neue Technologien zu erforschen. Mit Kultur erweitert man seine Grenzen (seit Civilization VI können mit Kultur auch Ausrichtungen erforscht werden). Mit Glauben, der erst seit Civilization V vorkommt, können z. B. religiöse Einheiten, wie Missionare (um andere Städte zu bekehren) gekauft werden, dies ist aber erst nach der Gründung oder Beitritt einer Religion möglich. Art und Umfang dieser Ressourcen können durch Modernisierung des Terrains, beispielsweise Straßen- und Bergbau, beeinflusst werden. Städte können von feindlichen Einheiten eingenommen werden, wodurch sie in die Kontrolle einer anderen Zivilisation fallen. Daher ist es ratsam, Militäreinheiten in Städten zu stationieren. Zudem hat jede Stadt einen gewissen Verteidigungswert, der von gebauten Mauern, stationierten Einheiten u. ä. abhängt.

#### Gebäude und Weltwunder
Städte können sich selbst verbessern, indem sie Gebäude bauen. Es werden mit zunehmendem Fortschritt sehr viele Gebäude und Bauwerke möglich. Ab Civilization III fallen einzelne jedoch mit fortschreitender Technologisierung weg, unter anderem Stadtmauern. Spezielle Bauwerke sind die Weltwunder (Große Wunder in Civilization III). Sie können immer nur von einem Spieler fertiggestellt werden (wenn mehrere gerade das Wunder bauen sollten, wird der Bauauftrag bei Fertigstellung abgebrochen oder muss geändert werden). Sie haben spezielle Wirkung auf das Spiel, sie können beispielsweise die Produktion in der Stadt dramatisch vergrößern oder in gewissen Intervallen spezielle, sehr starke Einheiten produzieren. Da Weltwunder strategisch sehr wertvoll sind, gilt es, gut auf sie acht zu geben, da eine Eroberung der betreffenden Stadt für die anderen Spieler in diesen Fällen besonders verlockend erscheint. Mit dem dritten Teil (und weitergeführt im vierten Teil) wurde ein System von Kulturpunkten eingeführt, anhand derer berechnet wird, welcher Spieler ein bestimmtes Feld auf der Karte beherrscht. Wie andere Gebäude, erzeugen vor allem Weltwunder Kulturpunkte. Die Logik dahinter ist, dass Gebäude und Spezialisten Kulturpunkte auf die eine Stadt umgebenden Felder „einzahlen“. Durch starken kulturellen Druck des Gegners ist es daher möglich, Land und Städte zu verlieren.

#### Bürger
Die Bürger einer jeden Stadt in Civilization besitzen nicht nur den Gemütszustand der Zufriedenheit, sondern können abhängig von verschiedenen Faktoren (beispielsweise Überbevölkerung oder Kriegszustand) unzufrieden werden und ihre Arbeit niederlegen oder glücklich werden und feiern. Bei Unzufriedenheit stehen sie dann nicht mehr zur Verfügung, um die Grundressourcen einer Stadt zu erwirtschaften. Der Bau von unterhaltenden Gebäuden oder die Umwandlung von normalen Bürgern in Entertainer kann hier Abhilfe schaffen. Unzufriedenheit während eines Krieges hat spezielle, nicht zu unterschätzende Folgen. Außer Entertainern können Bürger auch in anderen Spezial-Funktionen, etwa als Wissenschaftler, eingesetzt werden, um die Produktion entsprechender Güter zu erhöhen. Als neues Spielkonzept wurden im vierten Teil die „Großen Persönlichkeiten“ eingeführt. Sie entstehen als nicht mehr in einer Stadt stationäre Einheiten, wenn Bürger eine Weile als Spezialisten gearbeitet haben. Zum Beispiel kann der Einsatz des Spezialisten „Händler“ dazu führen, dass nach einiger Zeit ein „Großer Händler“ entsteht, der dann den Namen einer historischen Persönlichkeit, etwa James Cook, erhält. Einschließlich der Erweiterungen von Civilization IV und V sind zehn verschiedene Typen Großer Persönlichkeiten möglich (Admiral, General, Händler, Ingenieur, Künstler, Prophet, Spion, Wissenschaftler, Musiker, Schriftsteller).

### Forschung
Das Forschungssystem ist in Civilization recht simpel gehalten. Fortschritte werden wie Einheiten und Gebäude „produziert“. Die Städte des Spielers generieren Wissenschaft. Je nach Höhe der Wissenschaft dauert es eine bestimmte Anzahl von Runden, bis der nächste Fortschritt freigeschaltet wird. Fortschritte ermöglichen neue Einheiten, Gebäude, Wunder usw. Es kann in Civilization immer nur ein Fortschritt gleichzeitig erforscht werden. Die Fortschritte sind in einem Baum angeordnet, so mag zum Beispiel die Kenntnis des Fortschritts Steinbearbeitung Voraussetzung für das Freischalten des Fortschritts Ingenieurwissenschaften sein. Es ist sicherlich spielentscheidend zu wissen, wie dieser Baum aufgebaut ist, so kann beispielsweise durch eine frühzeitige Erforschung der Technologien „Eisenbahn“, „Gravitationstheorie“ oder „Stahl“ die wirtschaftliche, wissenschaftliche oder militärische Entwicklung entscheidend vorangetrieben werden. Um Ausrichtungen (seit Civilization VI) zu erforschen, wird anstatt Wissenschaft Kultur benötigt.

### Interaktion mit anderen Zivilisationen

#### Diplomatische Zustände
Zwischen zwei Zivilisationen kann es mehrere diplomatische Zustände geben – am häufigsten sind der Kriegs- und der Friedenszustand. Während des Kriegszustandes ist jede Form von Feindseligkeit erlaubt, während einer Friedenszeit ist das Angreifen der anderen Einheiten und auch schon das Bewegen von Einheiten in des anderen Territorium zu vermeiden, sofern kein Durchreiserecht vereinbart wurde. Zwischenstufen sind der „Waffenstillstand“ und das „Offene-Grenzen“-Abkommen. Im zweiten, dritten und vierten Teil der Serie sind nun daneben auch noch Verteidigungsbündnisse und Allianzen möglich.

#### Diplomatische Vertragsverhandlung und Handel
Eine Zivilisation kann eine andere kontaktieren, sofern sie sich schon einmal auf der Weltkarte begegnet sind. In diesem Fall kommt es dann zu einer diplomatischen Verhandlung. Diese kann Friedensschlüsse oder Kriegserklärungen zur Folge haben, einen Austausch von Fortschritten, Handel mit Ressourcen oder Tributforderungen. In Civilization II, III und IV ist unter anderem das Schließen von militärischen Bündnissen gegen eine dritte Partei oder ein Defensivbündnis (automatische Bündnisbildung bei Angriffen Dritter) möglich.

#### Diplomatie und Spionage
Mittels der speziellen Einheiten des Diplomaten und der Spionin oder in Civilization III durch ein Menü ist es möglich, gegnerische Zivilisationen auszuspionieren oder zu sabotieren. So kann der Spieler den Fortschritt eines Weltwunders im Auge behalten oder auch Revolten anstiften. Die tätlichen Aktionen haben – wenn sie aufgedeckt werden – jedoch den Nachteil, dass dadurch der Ruf der Zivilisation geschädigt wird, wodurch alle anderen Zivilisationen bei Zugeständnissen vorsichtiger werden.

### Sieg und Niederlage
In Civilization gibt es sehr viele verschiedene Möglichkeiten zu gewinnen. Das Spiel kann dadurch besondere Wendungen nehmen und ein scheinbar unterlegener Spieler am Ende als Sieger dastehen.

#### Eroberung der Welt
Sieger ist derjenige Spieler, der alle anderen Städte eingenommen oder zerstört hat, also der letzte im Spiel verbleibende Spieler ist. Zur Erringung dieses Sieges ist es auch möglich, sämtliche Staaten zu Vasallen zu machen (Civilization IV) oder die Hauptstädte aller anderen Nationen zu besetzen (Civilization V und VI).

#### Eroberung des Alls
Sieger ist derjenige Spieler, der als erstes ein funktionierendes Raumschiff nach Alpha Centauri bringt (in Civilization III und V reicht schon der Start). Neben einer sehr gut funktionierenden Industrie zum Bau der einzelnen Raumschiffteile ist vor allem ein technologischer Vorsprung entscheidend, um diese als Erster zu bauen.

#### Sieg durch Dominanz
(Civilization III und IV) Für diesen Sieg benötigt ein Spieler 2⁄3 aller Landquadrate innerhalb seiner Grenzen sowie 2⁄3 der Weltbevölkerung in seinen Städten. Er ähnelt dem Welteroberungssieg, ist jedoch ohne kulturelle Errungenschaften kaum zu erreichen.

#### Kultursieg
(Ab Civilization III) Es ist möglich zu gewinnen, wenn die gesamte Zivilisation eine gewisse Anzahl Kulturpunkte (durch religiöse und wissenschaftliche Gebäude sowie Weltwunder) sammeln konnte und bei Erreichen der Siegmarke (auf der Standardkarte 100.000) mindestens doppelt so viele Kulturpunkte vorweisen kann wie die zweitstärkste Kulturnation. Ebenso kann der Sieg durch eine einzige Stadt (Civilization III) oder drei besonders schöne Städte erfolgen (Civilization IV). Hierfür ist eine hohe Anzahl Kulturpunkte in diesen Städten erforderlich, die den Stadtstatus „legendär“ verleihen. In Civilization V werden durch Kultur 'Sozialpolitiken' freigeschaltet. Wurden genug Sozialpolitiken freigeschaltet, kann das 'Utopia Projekt' errichtet werden, das bei Fertigstellung den Sieg bringt. Diese Art zu gewinnen ist eine besondere Trumpfkarte für technologisch unterlegene und friedliebende Spieler. Mit dem Erweiterungspack Brave New World wurde der Kultursieg dahingehend geändert, dass man durch Große Werke (zum Beispiel bekannte Schriftstücke oder Musikstücke, aber auch Gemälde) und besondere Gebäude (zum Beispiel den Eiffelturm) Tourismus generiert. Dieser muss größer sein als die Kultur-„Produktion“ aller anderer Zivilisationen.

#### Diplomatischer Sieg
(Ab Civilization III) Mit dem Bau des Weltwunders der Vereinten Nationen können Wahlen stattfinden, bei denen alle Zivilisationen einen UN-Generalsekretär wählen können. Kandidaten sind zwei oder drei Spieler, die nach bestimmten Kriterien vorgeschlagen werden – der gewählte Spieler gewinnt. Ein guter diplomatischer Ruf sowie intakte Kontakte zu anderen sind für diesen Sieg unbedingt notwendig. Auch diese Art des Spielentscheids kann sehr unvermittelt eintreten und rücksichtslose Eroberer zur Niederlage führen. Bei Civilization IV – Beyond The Sword können die Wahlen und somit der diplomatische Sieg auch durch den Bau des Weltwunders „Apostolischer Palast“ herbeigeführt werden.

#### Entscheidung beim Ablaufen der Zeit
Ist die eingestellte Rundenzahl vorbei, gewinnt der Spieler mit der höchsten Punktezahl. Punkte werden im Laufe der Zeit angesammelt, sind also ein Ausdruck der Durchschnittsleistung. In Civilization III mit Play the World und/oder Conquests können Siegpunkte eingeschaltet sein, dann entscheiden die Siegpunkte und nicht die normalen Punkte. Siegpunkte sind spezielle Punkte, die durch Erfüllung bestimmter Aufgaben gesammelt werden können – diese sind spezifisch für jede Karte. Dieses Prinzip ist in vielen Szenarien aus Conquests zu finden.

#### Weltwunder-Sieg
(Civilization III Conquests) Ist dieser Sieg überhaupt möglich, bringen Bau und Besitz von Weltwundern Siegpunkte, was den Wert dieser dramatisch steigert. Sollten alle Weltwunder gebaut werden, gewinnt der Spieler mit den meisten Siegpunkten.

### Flexibilität bei den Spielregeln
Im Laufe der Zeit ist es möglich geworden, das Spiel den Interessen der Spieler anzupassen. Optionen sind unter anderem doppelte Produktion und Ausschalten bestimmter Siegmöglichkeiten. Da Regeländerungen zwangsläufig Folgen für die Strategien haben, erhöht dies somit den Wiederspielwert. Es ist außerdem üblich geworden, dem Spieler die Möglichkeit zu geben, einzelne (neue) Spielelemente wieder abzuschalten. Allerdings stehen in den neueren Civilizations-Spielen einige Optionen auch nicht mehr zur Verfügung, die in früheren Versionen noch den Spielern zur Verfügung standen (z. B. „wütende Barbaren“ oder „immer im Krieg“). Vorteil von mehr Optionen ist der hohe Grad der Anpassungsfähigkeit des Spiels an die Bedürfnisse des Spielers. Nachteilig wirkt sich aus, dass die Vergleichbarkeit von Spielen darunter leidet und Diskussionen um Strategie und Taktik erschwert werden.

## Modifikationen des Spiels
Civilization bietet die Möglichkeit zur Modifikation. Dabei reicht das Spektrum von Grafikmodifikationen, die lediglich das Aussehen des Spieles verändern, über Szenarien, die sich zum Beispiel einer speziellen Epoche annehmen, bis hin zu total conversions, die mehr oder weniger ein komplett neues Spiel aus Civilization machen. Ab dem zweiten Teil können kleinere Modifikationen wie Attributsveränderungen bei Einheiten, Gebäuden und Zivilisationen mit einem einfachen Texteditor vorgenommen werden. Für den vierten und fünften Teil gab Firaxis zudem ein SDK heraus, das einen tiefen Eingriff in die Künstliche Intelligenz und Spielmechanik gewährt.

## Rezeption
| Spiel            | GameRankings | Metacritic |
| ---------------- | ------------ | ---------- |
| Civilization     |              |            |
| Civilization II  | 91 %         | 94/100     |
| Civilization III | 89 %         | 90/100     |
| Civilization IV  | 93 %         | 94/100     |
| Civilization V   |              | 90/100     |
| Civilization VI  |              | 88/100     |

Die Marke Civilization sei sehr langlebig, die Fangemeinde riesig und der Entwickler bekannt dafür, in gleichbleibender Qualität zu veröffentlichen. Publiziert werde in mehrjährigen Abständen mit dem Resultat, dass die Spielerschaft stets ein wirklich neues Civilization erhalte, das zwar bewährte Kernbestandteile enthält, sich jedoch trotzdem jedes Mal anders spielt. Dass das Spielprinzip mit Patches und Erweiterungen rundgeschliffen werden müsse sei verzeihlich, da die Komplexität des Spiels hoch sei. So sei auch das erste Spiel iterativ durch Testspielen und Ändern entstanden. Wesentlich seien auch die Belohnungsketten für den Spieler und das Hinarbeiten auf den Aufstieg in ein neues Zeitalters, das wiederum das Spiel stark erweitere. Anfangs fange es klein und überschaubar an, werde später immer komplexer, wobei die Spielmechanik stets nachvollziehbar bleibe. Das Regelwerk müsse nicht auswendig gelernt werden. Es sei leicht zu verstehen jedoch schwer zu meistern. Jede Partie sorge für neue Konstellationen. Das Konzept sei damals sehr mutig gewesen. Es bediene die menschliche Neugier, Sammelwut und den Drang Erster zu sein. Der rundenbasierte Ansatz erlaube in Ruhe die nächsten Spielschritte zu überdenken und vermeide Hektik. Trotz Verzicht auf Zwischensequenzen werde durch die Fantasie der Spieler eine starke Bindung zu dem gespielten hergestellt. Zudem gehe man in Hinblick auf Modifizierbarkeit den Fans sehr entgegen.